# 永安抗战旧址群
永安抗战旧址群位于中国福建省永安市，2013年被列为第七批全国重点文物保护单位，包括福建省国民政府办公旧址—永安文庙、国民党台湾党部旧址—复兴堡、福建省国民政府卫生处旧址—萃园、福建省高等法院旧址—上新厝、最高法院闽浙赣分庭旧址—材排厝、福建省教育厅职员旧址—棋盘厝、福建省高等检察署旧址—团和厝、福建省交通驿运管理处旧址—大夫第、福建省教育厅长郑贞文居住旧址—燃藜堂、革命烈士羊枣被捕处—渡头宅、国民党台湾党部委员林鋆居住旧址—刘氏祖屋、福建省教育厅办公旧址—刘氏宗祠，共12处。2015年列入第二批100处国家级抗战纪念设施、遗址名录。
1938年8月，福建省政府内迁永安，至1945年5月迁回福州，永安曾作为福建省的战时省会达七年半之久。随省政府内迁的有大量大中专学校以及学术研究机构和团体，战时的永安曾有过39个出版社、19家印刷所、15家书店，先后出版了13种报纸、129种期刊、700多种图书。